# Héctor García-Molina
Héctor García-Molina (Monterrey, 1954 – 25 novembre 2019) è stato un informatico e ricercatore messicano.
È stato professore nei dipartimenti di informatica e ingegneria elettrica presso la Stanford University. È stato consulente di Sergey Brin, il fondatore di Google, dal 1993 al 1997, quando era uno studente di informatica a Stanford.

## Biografia
Nato a Monterrey, Nuevo León, Messico, García-Molina si è laureato nel 1974 in ingegneria elettrica presso l'Istituto di tecnologia e studi superiori di Monterrey (ITESM) e ha conseguito sia un master in ingegneria elettrica (1975) che un dottorato in Informatica (1979) dalla Stanford University.
Dal 1979 al 1991, García-Molina ha lavorato come professore presso il Dipartimento di Informatica dell'Università di Princeton nel New Jersey. Nel 1992 è entrato a far parte della facoltà della Stanford University come Leonard Bosack e Sandra Lerner Professor nei Dipartimenti di Informatica e Ingegneria Elettrica ed è stato Direttore del Computer Systems Laboratory (agosto 1994 - dicembre 1997) e presidente del Computer Science Dipartimento da (gennaio 2001 - dicembre 2004). Nel periodo 1994–1998 è stato il Principal Investigator per lo Stanford Digital Library Project, il progetto da cui è emerso il motore di ricerca Google.
García-Molina ha prestato servizio all'Information Technology Advisory Committee del presidente degli Stati Uniti (PITAC) dal 1997 al 2001 ed è stato membro del Consiglio di amministrazione di Oracle Corporation dall'ottobre 2001.
García-Molina è stato anche membro Fellow dell'Association for Computing Machinery, dell'American Academy of Arts and Sciences e membro della National Academy of Engineering. È stato Venture Advisor per Diamondhead Ventures e ONSET Ventures. Nel 1999 è stato premiato con l'ACM SIGMOD Innovations Award.
García-Molina morì di cancro alla vigilia del suo 66º compleanno.

## Premi e ri conoscimenti
- (2010) Premio 10 anni per il miglior documento VLDB per il documento intitolato "The Evolution of the Web and Implications for an Incremental Crawler" in VLDB 2000.
- (2009) Premio SIGMOD Best Demo per la demo intitolata "CourseRank: A Social System for Course Planning".
- (2007) ICDE Influential Paper Award per il documento intitolato "Disk Striping" in ICDE 1986.
- (2007) Dottorato honoris causa dall'ETH di Zurigo.